# Can Soler de Merlant
Can Soler de Merlant és una obra de Porqueres (Pla de l'Estany) inclosa a l'Inventari del Patrimoni Arquitectònic de Catalunya.

## Descripció
Masia de planta rectangular amb coberta a dos vessants. Consta de planta baixa, un pis i golfes. A la façana principal hi ha una porta que dona a la planta baixa i, en un costat, hi ha una gran escala que condueix a altre porta que s'obre al primer pis. Totes les obertures són amb llinda i brancals de pedra.
Al costat hi ha una altra edificació anomenada el paller que consta de planta baixa i un pis i té coberta a dos vessants. Davant de la façana principal hi ha un petit porxo sustentat per pilars de maó.

## Història
Aquest mas en l'actualitat es fa servir com a casa de turisme rural.